# Pitică albastră
O pitică albastră este o clasă de stele prezisă care se dezvoltă dintr-o pitică roșie după ce și-a epuizat o mare parte din alimentarea cu hidrogen. Deoarece piticile roșii își fuzionează hidrogenul încet și sunt pe deplin convective (permițând întreaga lor sursă de hidrogen să fie fuzionată, în loc doar de cea din nucleu), Universul nu este în prezent suficient de vechi pentru ca niciuo pitică albastră să se fi format încă, ci existența lor viitoare este prezisă pe baza modelelor teoretice.
Stelele cresc în luminozitate pe măsură ce îmbătrânesc, iar o stea mai luminoasă trebuie să radieze energie mai repede pentru a menține echilibrul. Stelele mai mari decât piticii roșii fac acest lucru mărind dimensiunea lor și devenind giganți roșii cu suprafețe mai mari. Mai degrabă decât să se extindă, se prevede că piticii roșii cu mai puțin de 0,25 mase solare își vor crește rata radiativă prin creșterea temperaturii la suprafață și devenind „mai albastri”. Acest lucru se datorează faptului că straturile de suprafață ale piticilor roșii nu devin semnificativ mai opace odată cu creșterea temperaturii. În ciuda numelui lor, piticii albastri nu cresc neapărat temperatura suficient pentru a deveni stele albastre. Au fost efectuate simulări privind evoluția viitoare a piticilor roșii cu masa stelară cuprinsă între 0,06M☉ și 0,25M☉. Dintre masele simulate, cea mai albastră dintre stelele pitice albastre la sfârșitul simulării începuse ca o pitică roșie de 0,14 M☉ și se termina cu o temperatură de suprafață de aproximativ 8600 K, făcându-l o stea albă de tip A. Piticii albastri evoluează în cele din urmă în pitici albi odată ce combustibilul lor cu hidrogen este complet epuizat , care la rândul său se va răci în cele din urmă pentru a deveni pitici negre.